# كيف فقدت فتيات غارسيا لكنتهن
كيف فقدت فتيات غارسيا لكنتهن هي رواية (عام 1991) كتبتها الشاعرة والروائية والكاتبة الأمريكية الدومينيكية جوليا ألفاريز.  تم سرد القصة بترتيب زمني معكوس ومن وجهات نظر متغيرة، وتمتد القصة لأكثر من ثلاثين عامًا في حياة أربع أخوات، بدءًا من حياتهن كبالغات في الولايات المتحدة وانتهاءً بطفولتهن في جمهورية الدومينيكان، وهي الدولة التي تنتمي إليها أسرتهن. حيث أُجبرن على الفرار بسبب معارضة الأب لدكتاتورية رافائيل ليونيداس تروخيو.
تتمحور الرواية حول عدة موضوعات رئيسية مثل التأقلم الثقافي وسن البلوغ. وتتناول صعوبات الهجرة التي لا تعد ولا تحصى، ويرسم صورة حية للشعور بالنزوح والارتباك في الهوية الذي تعاني منه عائلة غارسيا، حيث يتم اقتلاعهم من ما هو مألوف وإجبارهم على بدء حياة جديدة في مدينة نيويورك.  يتكون النص من خمسة عشر قصة قصيرة مترابطة، تركز كل منها على واحدة من البنات الأربع، وفي حالات قليلة، على عائلة غارسيا ككل. ويُقال حسب وجهات نظر متناوبة، بأن هناك تركيز خاص في جميع أنحاء النص على شخصية يولاندا، التي تعتبر البطل والأنا المتغيرة للمؤلفة.

## الخلفية والسياق التاريخي
كانت السنوات بين 1956 و 1970 فترة من القمع وعدم الاستقرار في جمهورية الدومينيكان حيث انتهت ديكتاتورية رافائيل تروجيلو باغتياله في عام 1961، ثم أعقبها حكم عسكري وثورة وتدخل من قبل الولايات المتحدة. وبالتالي فمزيد من الدكتاتورية.  السيطرة المركزية على الجيش والاقتصاد والشعب تعني أنه لم يُسمح إلا لقلة مختارة بمغادرة الجزيرة.[بحاجة لمصدر] ويصف الناقد ويليام لويس حالة المهاجرين من جمهورية الدومينيكان إلى الولايات المتحدة أثناء الثورة: «لقد أدى تهجير سكان الكاريبي من جزرهم إلى الولايات المتحدة لأسباب سياسية أو اقتصادية إلى حدوث توتر بين ثقافة البلد الأصل والوطن المتبني، أحدهما يمثل الماضي والآخر المستقبل».
و على الرغم من كتابة الرواية في الولايات المتحدة، إلا أن هناك روابط تاريخية مهمة بين الرواية وبلد المؤلفة الأصلي. كتبت ألفاريز مقالاً بعنوان «طفولة أمريكية في جمهورية الدومينيكان»، كشفت فيه بعض المعلومات عن حياتها. ويعتبر هذا دليل على أنه ربما كان بمثابة أساس للرواية. وقد هاجرت جوليا ألفاريز إلى الولايات المتحدة في سن العاشرة مع والديها وشقيقاتها الثلاث كلاجئين سياسيين من جمهورية الدومينيكان. وبالتالي فإن الرواية عبارة عن مجموعة من تجارب حياتها الواقعية، والتي ربما تم تغييرها قليلاً. وقد تم إنشاء غالبية أدبها من وجهات نظر متعددة ويوجد أيضا تيار سياسي مخفي بشدة في أدبها. وفي هذه الحالة، فإن هذا التيار هو هروب عائلتها من ثورة تروخيو، وهو ما فعلته عندما كانت طفلة.و تتناول الرواية تأثير العيش في ظل نظام ما على الأسرة، والطريقة التي شكلت بها تربية الفتيات الأربع. وتعد أيضًا محاولة لفهم الذاكرة والماضي والوقت ما قبل أن تفقد الأخوات براءتهن ولكنتهن.

## ملخص الحبكة
الرواية مكتوبة بشكل عرضي وبترتيب زمني معكوس. يتكون من خمسة عشر فصلاً في ثلاثة أجزاء:
- الجزء الأول (1989-1972)
- الجزء الثاني (1970-1960)
- الجزء الثالث (1960-1956)

يركز الجزء الأول على حياة البلوغ لأخوات غارسيا ويصف الجزء الثاني هجرتهن إلى الولايات المتحدة ومراهقتهن وأما الجزء الثالث فيذكر طفولتهن المبكرة على الجزيرة في جمهورية الدومينيكان.

## الشخصيات
- صوفيا
- ساندرا
- يولاندا
- كارلا

## المواضيع الرئيسية

### تشتت الذات
ربما يكون أحد أبرز المواضيع في هذه الرواية هو المفهوم المجزأ للذات. إن تشتت الهوية الشخصية للفرد هي قضية خطيرة عانت منها فتيات غارسيا الأربع طوال الرواية حيث تركتهن هجرتهن ككائنات متعددة ممزقة بين الهويتين الدومينيكية والأمريكية.

### السعي لتحديد الهوية
إن السعي الذي تقوم به أخوات غارسيا لتوضيح هوياتهن المشوشة هو محاولة للتوصل إلى حل للمشكلة التي تطرحها الذات المشتتة، ومع بدئهن في النمو، تشعر الفتيات بالاستياء من آبائهن الذين يبدون غافلين عن حاجتهن إلى الانسجام مع الأمريكيين في أمريكا.

### التأقلم
يعتبر التأقلم عملية صعبة بشكل خاص بالنسبة للأمريكيين من أصل إسباني لأن لديهم دولًا اصلية ليست بعيدة. فحتى أولئك الذين ولدوا في أمريكا الشمالية فهم يسافرون إلى وطن آبائهم أو ويواجهون باستمرار تدفق الأصدقاء والأقارب من الوطن الاصلي والذين لا زالوا يحتفظون بتيار الثقافة. وإن هذا التلاقح المستمر يجعل التأقلم بالنسبة لهم عملية أكثر تعقيدًا من الأقليات الأخرى.

### الخوف
تغزر الرواية بوجود مستمر للخوف حيث ينفذ من مخارج متنوعة.

### الذاكرة
تلعب الذاكرة دورًا مهمًا في النص كوسيلة يمكن للفتيات من خلالها العودة إلى طفولتهن في محاولة لفهم واقعهن المعاصر.

## الأهمية الأدبية
عندما نُشر كتاب كيف فقدت فتيات غارسيا لهجاتهن في عام 1991 «أحدث الكتاب ضجة مدوية على الساحة الأدبية» وفقًا لجوناثان بينغ في عام 1996. وعلى الرغم من أنها كانت روايتها الأولى، إلا أن ألفاريز حظيت باهتمام كبير بين الكتاب، بما في ذلك جزء من معرض عام 1991 لمكتبة نيويورك العامة بعنوان «يد الشاعر من جون دون إلى جوليا ألفاريز». كما أثنت مجلة المراجعة النسوية للكتب (بالإنجليزية:  The Women's Review of Books) على المؤلفة قائلةً: «في هذه الرواية الأولى، تنضم جوليا ألفاريز إلى رتبة كتاب لاتينيين آخرين مثل نيكولاسا موهر وهيلينا ماريا فيرامونتس».
هذا وقد تمت كتابة عدد من المقالات والبحوث العلمية حول كتاب ألفاريز منذ نشره، بما في ذلك «بحث عن هوية جوليا ألفاريز في كيف فقدت فتيات غارسيا لكنتهن» بقلم ويليام لويس.